# Pioneer Corporation

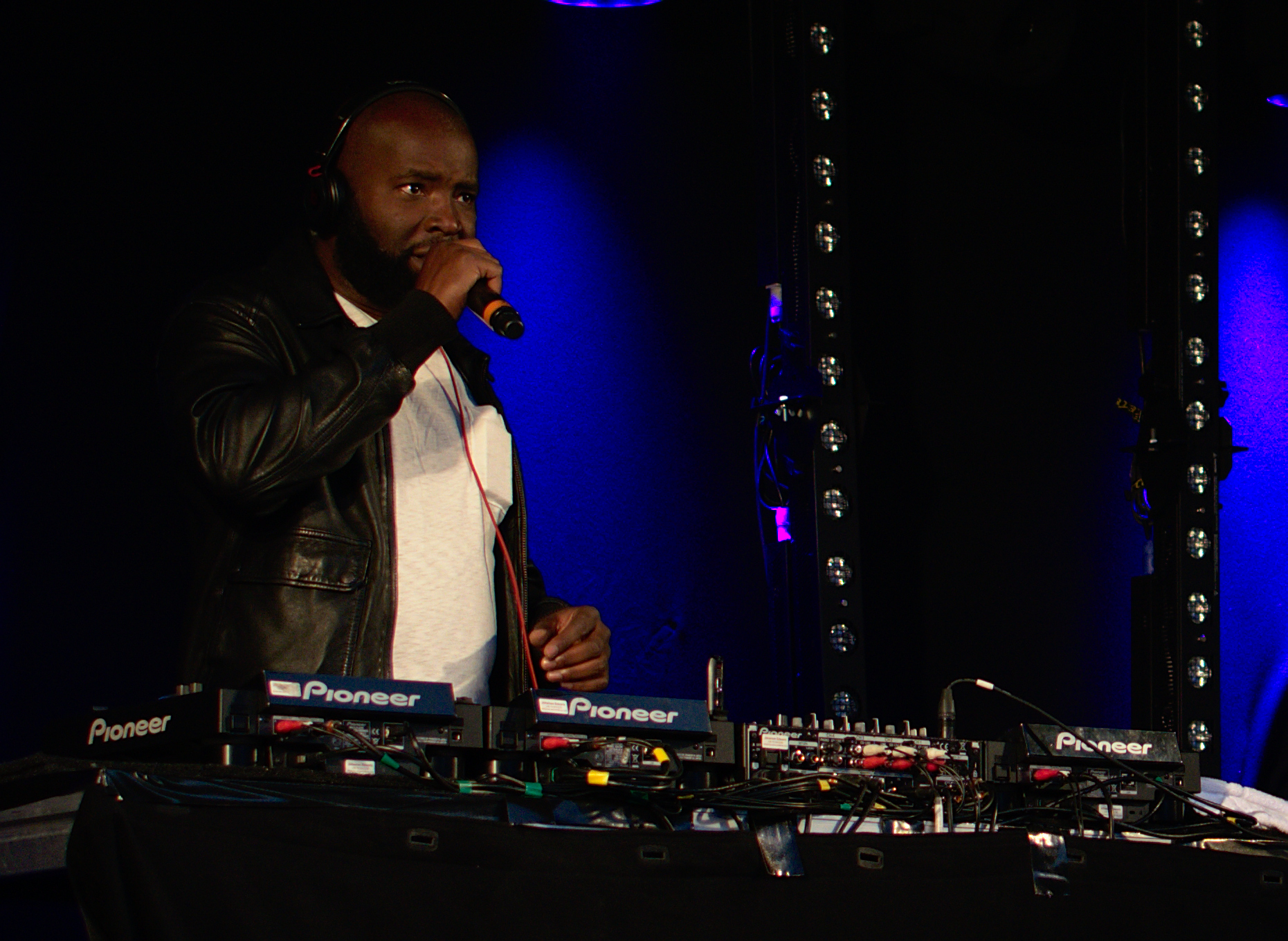
En DJ som använder ett mixerbord från Pioneer.

Pioneer Corporation är en stor japansk tillverkare av elektroniska produkter. Pioneer tillverkar främst konsumentelektronik i form av Radio och HiFi-utrustning. Pioneer grundades av Nozomu Matsumoto 1938.